# Municipio de Terre Haute
El municipio de Terre Haute (en inglés: Terre Haute Township) es un municipio ubicado en el condado de Henderson en el estado estadounidense de Illinois. En el año 2010 tenía una población de 263 habitantes y una densidad poblacional de 2,85 personas por km².

## Geografía
El municipio de Terre Haute se encuentra ubicado en las coordenadas 40°40′28″N 90°57′43″O / 40.67444, -90.96194. Según la Oficina del Censo de los Estados Unidos, el municipio tiene una superficie total de 92.34 km², de la cual 92,29 km² corresponden a tierra firme y (0,05 %) 0,05 km² es agua.

## Demografía
Según el censo de 2010, había 263 personas residiendo en el municipio de Terre Haute. La densidad de población era de 2,85 hab./km². De los 263 habitantes, el municipio de Terre Haute estaba compuesto por el 98,86 % blancos, el 0,38 % eran afroamericanos y el 0,76 % eran de una mezcla de razas. Del total de la población el 1,14 % eran hispanos o latinos de cualquier raza.